# NGC 3593
NGC 3593 (другие обозначения — UGC 6272, MCG 2-29-14, ZWG 67.40, IRAS11119+1305, PGC 34257) — галактика в созвездии Лев.
Этот объект входит в число перечисленных в оригинальной редакции «Нового общего каталога».
Галактика NGC 3593 входит в состав группы галактик NGC 3627. Помимо NGC 3593 в группу также входят M65, NGC 3623, M66, NGC 3627, NGC 3628, NGC 3596 и NGC 3666.